# Ron Perelman
Ronald Owen Perelman (/ˈpɛrəlmən/; Greensboro, 1 de janeiro de 1943) é um banqueiro, empresário e investidor americano. MacAndrews & Forbes Incorporated, sua empresa, investiu em empresas com interesses em mantimentos, charutos, alcaçuz, maquiagem, carros, fotografia, televisão, segurança, jogos, joias, bancos e edição de quadrinhos. A Perelman detém participações significativas em empresas como AM General, Deluxe Entertainment, Revlon, SIGA Technologies RetailMeNot, Merisant, Scantron, Scientific Games Corporation, Valassis, vTv Therapeutics e Harland Clarke.
A Perelman é anualmente um dos maiores doadores filantrópicos do mundo. Em janeiro de 2019, Perelman é a 49.ª pessoa mais rica do mundo e a 152.ª mais rica do mundo, com uma riqueza estimada em 9,4 bilhões de dólares. Em setembro de 2017, a revista Forbes nomeou Perelman como uma das "100 Maiores Mentes Vivas de Negócios".

## Infância e educação
Perelman nasceu em Greensboro, Carolina do Norte, em 1 de janeiro de 1943, filho de Ruth (née Caplan) e Raymond G. Perelman. Ele foi criado em uma família judia em Elkins Park, Pensilvânia e é neto de imigrantes lituanos. Ele administrou com membros da família a American Paper Products Corporation. Raymond acabou saindo da empresa e comprou a Belmont Iron Works, uma fabricante de aço estrutural.
Perelman se formou na Cheltenham High School em Wyncote, Pensilvânia, em 1962.
Com o pai, Perelman aprendeu os fundamentos dos negócios. Quando Ronald completou onze anos, ele participava regularmente das reuniões da empresa de seu pai. Um artigo de 2006 publicado no Forbes 400 discute em detalhes seu relacionamento difícil.
Perelman frequentou a Villanova School of Business pela primeira vez por um semestre antes de se formar na Wharton School da Universidade da Pensilvânia, onde se formou em administração de empresas. Ele obteve seu mestrado na Wharton em 1966.

## Casas

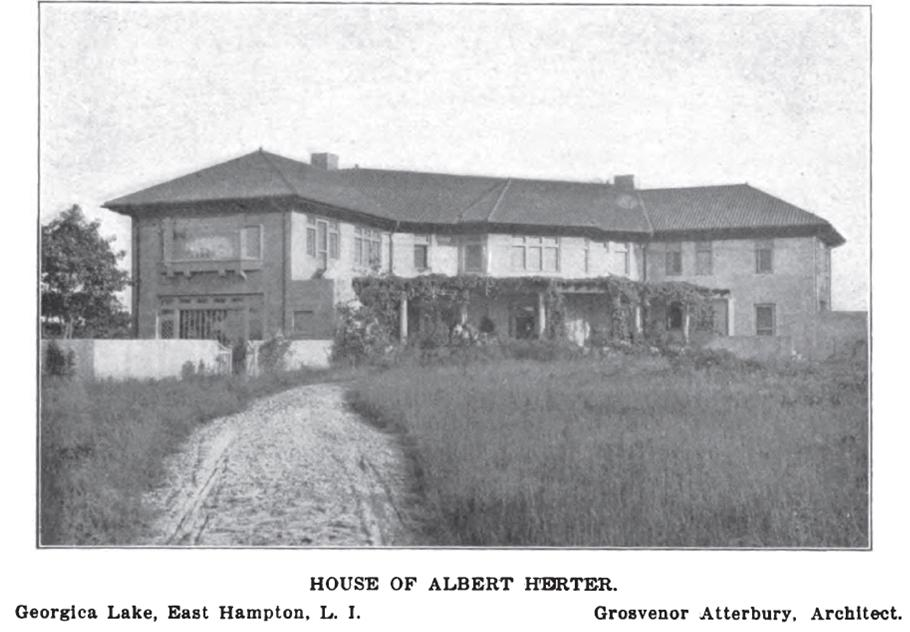
"Près Choisis" em 1905

Perelman é o proprietário do "Près Choisis" (agora chamado de "The Creeks"), uma villa de quarenta quartos em estilo mediterrâneo no Georgica Pond, em East Hampton, Long Island. Foi construído em 1899 pelos artistas Adele e Albert Herter.